# Пятничаны (Хмельницкая область)
Пятничаны (укр. П'ятничани) — село в Каменец-Подольском районе Хмельницкой области Украины.
Население по переписи 2001 года составляло 605 человек. Почтовый индекс — 31660. Телефонный код — 3859. Занимает площадь 1,913 км². Код КОАТУУ — 6825286801.

## Местный совет
31660, Хмельницкая обл., Каменец-Подольский р-н, с. Гуков, ул. Центральная, 2